# Reinhold Kusche
Reinhold Kusche (* 30. Oktober 1968 in Wuppertal als Reinhold Hamblock, bürgerlicher Name Reinhold di Cesare) ist ein deutsch-italienischer  Schriftsteller und Ghostwriter.

## Leben
Kusche wurde als Reinhold Hamblock geboren und wechselte aus familiären Gründen mehrfach den Familiennamen.  Nach dem Abitur und  dem Zivildienst absolvierte er eine Ausbildung zum medizinisch-technischen Assistenten und war in verschiedenen Berufen tätig, bevor er mit dem Schreiben begann.
Nach drei Scheidungen ist er heute (Stand 2024) in vierter Ehe verheiratet. Im Jahr 2010 erhielt er die italienische Staatsbürgerschaft und führte in Italien den Namen di Cesare.
Er ist Vater von zwei Töchtern und lebt derzeit in Regensburg.

## Publikationen
als Reinhold Miebach
Hungersucht: Man(n) kotzt sich aus. pro Literatur Verlag, 2004, ISBN 978-3937034027.
als Reinhold Kusche
- Klaras lange Reise zu den Scilly-Inseln. Verlag Spielberg, 2009, ISBN 978-3-940609-22-9.
- Cecilias zerrissene Bande. Verlag Spielberg, 2010, ISBN 978-3-940609-29-8.
- Übungsbuch zu Klaras lange Reise. Verlag Spielberg, 2011, ISBN 978-3-940609-49-6.
- Terralumina. Auf der Suche nach Liebe. Verlag Spielberg, 2012, ISBN 978-3-940609-61-8.
- Claras long journey: to the Isles of Scilly. Verlag Spielberg, 2012, ISBN 978-3-940609-73-1.
- mit Marion Waade: Was bleibt, ist Sus Liebe. Verlag Spielberg, 2012, ISBN 978-3-940609-65-6.

als Reinhold di Cesare
- Im Zwielicht des Feuers. Verlag Spielberg, Regensburg 2014, ISBN 978-3-95452-634-5.
- Der verlorene Schatten. Verlag Spielberg, Regensburg 2016, ISBN 978-3-95452-691-8.